# Адмонтське абатство
Адмонтське абатство (нім. Stift Admont, також Benediktinerstift Admont, офіційна назва нім. Benediktinerabtei St. Blasius zu Admont) — монастир, розташований на річці Енс в австрійському місті Адмонт.
Є найстарішим монастирем в Штирії. Розташований біля входу в національний парк Гезойзе. Монастир має найбільшу монастирську бібліотеку в світі і музей з артефактами від середньовіччя до наших днів, який проводить різні культурні заходи.

## Історія
Монастир був заснований 1074 року архієпископом Гебхардом із Зальцбурга. Протягом століть монастир був не тільки релігійним центром верхньої Штирії, а й центром мистецтва і науки. 1120 року до нього був приєднаний жіночий монастир зі статутом святого Бенедикта, який був скасований в період Реформації. Заснований в XII столітті скрипторій залишив після себе унікальні рукописи. Абат Енгельберт, який очолював монастир в 1297–1327 роках, був вельми різнобічною вченою людиною.
Війни з Туреччиною і період Реформації викликали тривалий занепад монастиря. Абатство стало знову процвітати з початком Контрреформації. У другій половині XVI століття монастирем управляв Йоганн Хоффманн.
У XVII–XVIII століттях в монастирі працював ряд відомих художників і скульпторів, серед яких були Бенно Хаан і Йозеф Штаммель. Серйозні і частково непоправні наслідки мала для монастиря пожежа 1865 року, від якої постраждала бібліотека і знищений побудований Францем Крісманом в 1782 році орган. Відновлення монастиря почалося в наступному році і було закінчено тільки до 1890 року.
Велика депресія 1930-х років привела монастир на грань банкрутства, коли абатству довелося продавати деякі зі своїх художніх цінностей. У період націонал-соціалізму монастир був розпущений, а ченці виселені. Вони змогли повернутися в нього тільки в 1946 році, після закінчення Другої світової війни.
Нині є успішним бенедиктинським товариством, яким керує Герхард Гафнер.

## Собор абатства

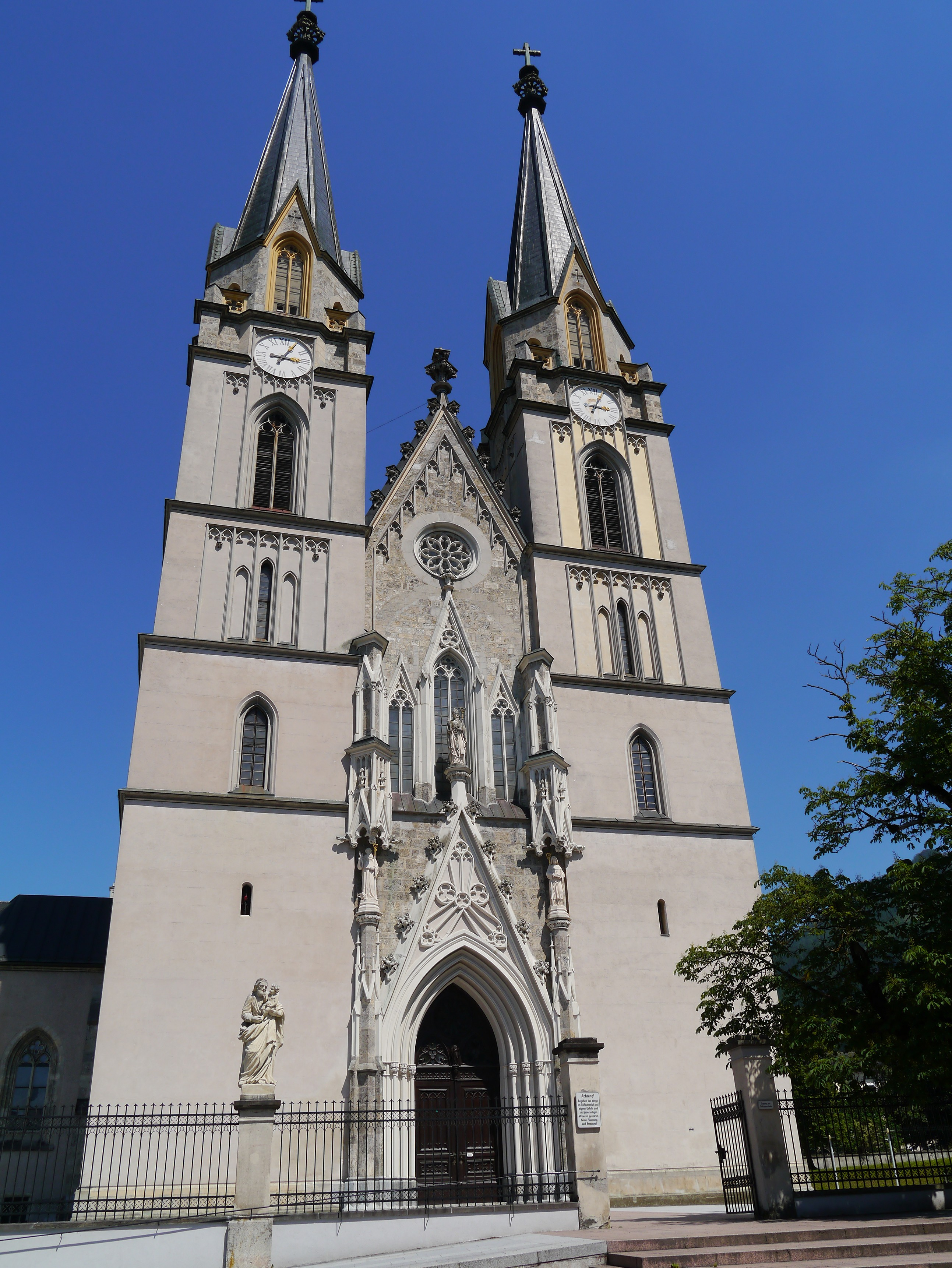
Соборна церква

Римсько-католицьку Соборну церкву Адмонт спроєктував і побудував архітектор Вільгельм Бюхер з Ґраца на місці знищеної пожежею 1865 року церкви. 12 вересня 1869 року за керівництвом настоятеля Зено Мюллера відбулося урочисте освячення церкви. Вона побудована в неоготичному стилі за зразком Регенсбургського собору і стала першою неоготичною релігійною спорудою в Австрії. Дві вежі заввишки 73 і 74 метри прикрашають церкву і їх видно далеко з долини Адмонт.

## Бібліотека і музей

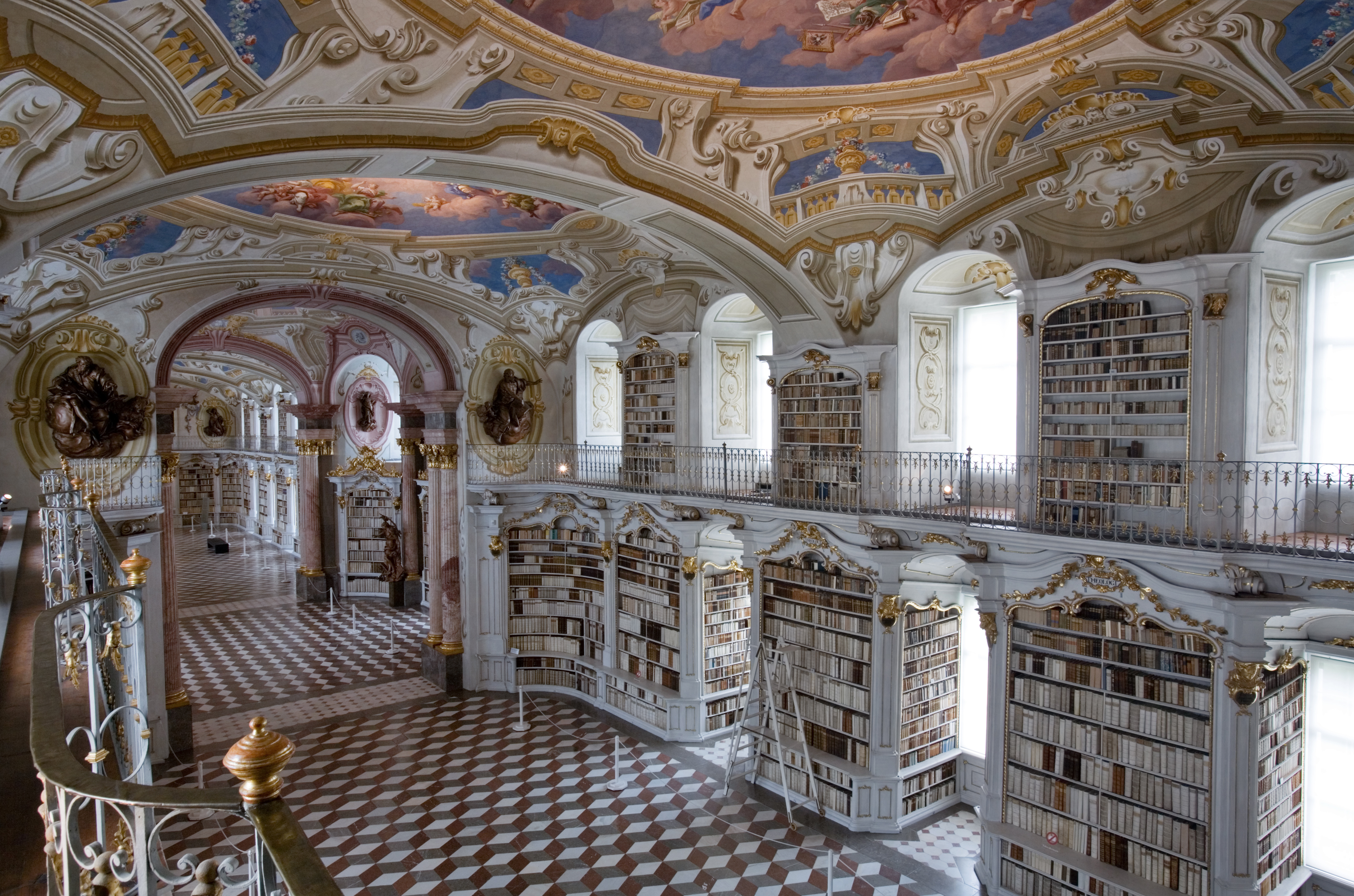
Зал бібліотеки

Бібліотека абатства побудована в 1776 році, колись називалася «восьмим чудом світу» і є найбільшою у світі монастирською бібліотекою. Її проєкт був розроблений архітектором Йозефом Хьюбером; фрески на стелі виконані Бартоломео Альтомонте і скульптури — Йозефом Штаммелем. Має довжину 70 метрів, ширину 14 метрів і висоту 13 метрів. Книжковий зал вміщає близько 70 000 томів, повний бібліотечний фонд становить близько 200 000 томів. Бібліотека абатства містить понад 1400 цінних рукописів, половина яких з середньовіччя, кількість інкунабул (надрукованих до 1500 роки) і друкованих видань періоду 1501–1520 років становить понад 930.
Починаючи з періоду бароко, абати накопичили велику колекцію раритетів і наукових зразків різних видів, які були повністю знищені під час пожежі 1865 року. З 1866 року створенням нової музейної колекції зайнявся Габріель Штробль — священник і вчений: ботанік і ентомолог. Саме його стараннями музей природознавства нині[коли?] містить понад 250 000 примірників комах, також були сформовані колекції мінералів, гірських порід і екзотичних видів. У музеї знаходяться також дві колекції історичного і сучасного мистецтва. Колекція історичного мистецтва була розпочата в 1959 році отцем Адальбертом Краузе і значно розширилася з 1980 року. З 1997 року абатство створює колекцію сучасного мистецтва, переважно представлену молодими австрійськими художниками. 2005 року музей абатства Адмонт був удостоєний австрійської премії Österreichische Museumspreis, що присуджується Федеральним міністерством освіти, науки і культури.